# Johann Christoph Heilbronner
Johann Christoph Heilbronner (* 13. März 1706 in Ulm; † 17. Januar 1745 in Leipzig) war ein deutscher Mathematiker und Mathematikhistoriker.

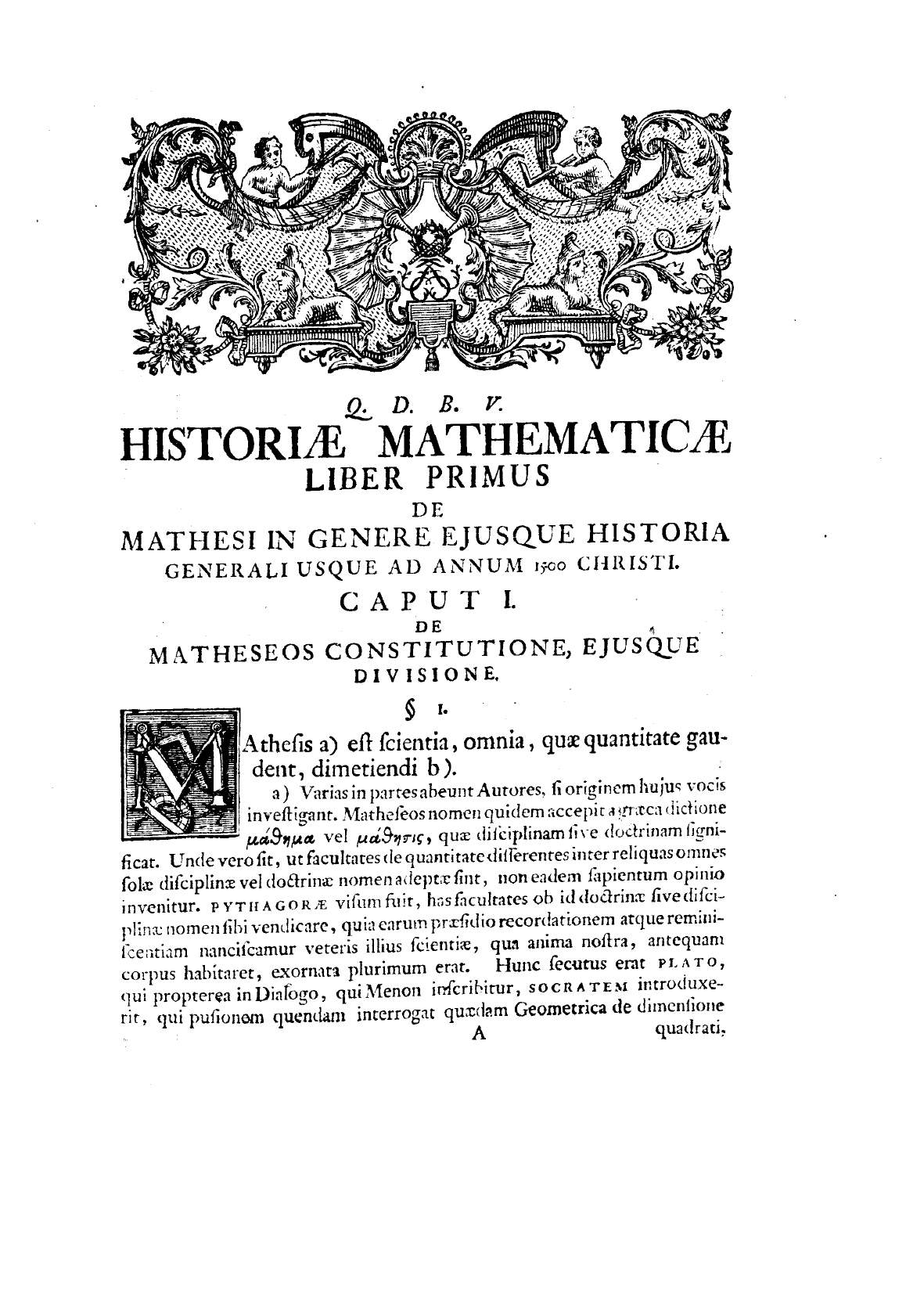
Historia matheseos universae, 1742

## Leben
Heilbronner war der Sohn eines Schlossers und wurde am 13. März 1706 getauft. Er studierte Theologie und Mathematik, wohl unter anderem an der Universität Leipzig. Über sein Leben ist darüber hinaus wenig bekannt. Er soll Vorlesungen in Mathematik gehalten haben. Vermutlich verdiente er seinen Lebensunterhalt als Privatgelehrter. Er hat wohl Studierenden privat Mathematikunterricht erteilt.
Heilbronner erlangte Bekanntheit durch seine Schriften. So hat er in seiner Historia Matheseos Universae unter anderem eine erwähnenswerte Zusammenstellung der mathematischen Stellen bei Aristoteles und Michael Psellos sowie zu mathematischen Handschriften in europäischen Bibliotheken geleistet.

## Werke (Auswahl)
- Versuch Einer Mathematischen Historie. 1. Teil, Darinnen Eine Abhandlung von dem Nutzen der Mathematik überhaupt, Und Die Historie der Rechen-Kunst enthalten sind. Wohler, Leipzig / Frankfurt am Main 1739 (books.google.com).
- Specimen historiae aeris, in quo praecipua de aere, eiusque proprietatibus inventa experimentis comprobata, recensentur. Gleditsch, Leipzig 1740.
- Historia Matheseos Universae. Gelditsch, Leipzig 1742.
- Verschiedene geometrische Aufgaben nebst deren Auflösung. Leipzig 1745.